# August Šenoa
August Šenoa (Zágráb, 1838. november 14. – Zágráb, 1881. december 13.) horvát író, a horvát romantika és realizmus átmeneti idejének jeles képviselője.

## Életpályája
August apja Alois Schönoa (1805–1878) csehországi német, 1830-ban költözött Zágrábba, anyja Therese Rabacs (1813–1847) budapesti szlovák. Az általános iskolát a horvát fővárosban és Pécsett végezte a ciszterciek gimnáziumában. Prágában és Zágrábban jogot tanult, de jogi tanulmányait sohasem fejezte be. Rövid bécsi tartózkodás után visszatért a horvát fővárosba, ahol volt városi képviselő, különböző kiadványok szerkesztője, fordított horvátra németből, franciából, cseh nyelvről és angolból, írt drámákat és novellákat, mintegy tíz regényt, és néhány verset. Verseit a horvát nyelv kajkav nyelvjárásában költötte.

## Értékelése
August Šenoa az első jelentős horvát regényíró. Jelentősége a horvát kultúrában talán azzal állítható párhuzamba, amit Jókai jelent a magyar irodalomban.
Jókaihoz hasonlóan, Šenoa is elsősorban történelmi regényeivel vált híressé, hatása aligha túlbecsülhető a horvát nemzeti tudat formálásában. Kora problémáit taglaó írásai viszont már a realizmus jegyében íródtak. A Šenoát követő generáció (Ante Kovačić, Vjenceslav Novak, Ksaver Šandor Gjalski, Milutin Cihlar Nehajev) tovább ragozta a mester által fölvetett kérdéseket: elsősorban kortárs szociális kérdések, a katolicizmus jelentősége a horvát nemzeti kultúrában, az illír mozgalom és a pánszlávizmus kérdése.
Nyelvújító szerepének köszönhetően, hiszen az első jelentősebb horvát regényíró, ezen kívül több, közöttük kortárs külföldi írót is horvátra fordított (Shakespeare, Molière, Friedrich Schiller, Goethe Sardou, Scribe), Šenoa nem csak a horvát Jókai, de Kazinczy is egyben. Talán neki is köszönhető, hogy a nyelvújítás során, ha új szavak után kellett nézni, akkor a horvátok inkább a cseh nyelvhez fordultak segítségért, míg a horvátokhoz nyelvileg egyébként legközelebb álló szerbek inkább az oroszból, illetve a görögből vettek át jövevényszavakat.

## Főbb művei
Ismertebb, angolul is megjelent regényei:
- "Zlatarovo zlato" (Az aranyműves aranya)
- "Seljačka buna" (Parasztlázadás)
- "Diogenes"
- "Čuvaj se senjske ruke" (Óvakodj a senji kéztől)

## Magyarul
- Auguszt Senoaː Parasztlázadás; ford. Balázs Pál; Minerva, Szubotica, 1961

## Emlékezete
Magyarországon több horvát kisebbségi intézmény viseli August Šenoa nevét (August Šenoa Horvát Klub, 7621 Pécs, Esze T. utca 3.)